# Tomas Riad
Tomas Staffan Riad (uttal [rɪˈɑːd]) född 15 november 1959 i Uppsala, är en svensk språkvetare. Han är professor vid Institutionen för svenska och flerspråkighet vid Stockholms universitet. Riad invaldes i Svenska Akademien 29 september 2011 och tog sitt inträde 20 december samma år. Han efterträdde författaren Birgitta Trotzig på stol nr 6.

## Biografi
Riad är son till arkitekten Hosni Riad och docent Eva Riad, född Runestam, universitetslektor i arabiska, samt bror till Lotta Riad. Han är vidare dotterson till Arvid Runestam och dotterdotterson till Nathan Söderblom, som invaldes i Svenska Akademien 1921. Tomas Riads far Hosni kommer från Egypten och familjen bodde under Riads första fem levnadsår omväxlande i Kairo och i Alexandria. Fadern tillhörde landets kristna kopter. Under Nassers regeringstid blev situationen alltmer ofri för såväl kopter som muslimer och så småningom flyttade familjen till Sverige. Riad gick 1978 ut från helklassisk linje vid Katedralskolan i Uppsala.
Direkt efter att Riad blivit doktorand åkte han till USA där han upptäckte fonologin som ett ämne inom lingvistiken. Han disputerade sedan i nordiska språk vid Stockholms universitet 1992 på avhandlingen Structures in Germanic prosody; för denna fick han Högskoleföreningens pris. Riad har länge varit verksam som forskare vid Stockholms universitet men även vid Stanford University och universitetet i Vilnius. Under våren 2011 var han gästforskare vid universitetet i Saint-Denis i Paris. 2005 tilldelade Svenska Akademien honom en akademiforskartjänst, det vill säga fem års heltidsforskning med doktorand bekostad av Wallenbergpengar.
Riad har givit ut ett stort antal språkvetenskapliga artiklar och skrifter och varit koordinator och ledare för flera stora forskningsprojekt. Han är särskilt intresserad av fonologi, prosodi (i synnerhet accenttypologi och tonaccenterna i de nordiska språken samt deras relation till morfologin), versmetrik och språkhistoria.
Den 30 september 2011 tillkännagav Svenska Akademien att den invalt Riad som ledamot. I samband med Akademiens högtidssammankomst i december 2011 tog han inträde på stol nummer 6, som tidigare innehafts av Birgitta Trotzig.
Riad är också violinist. Han har studerat vid Royal College of Music i London och arbetade under en tid på 1980-talet som musiker på heltid.